# Iglesia y Cementerio Metodista de Gainestown
La Iglesia y Cementerio Metodista de Gainestown es una histórica Iglesia Metodista Unida y su cementerio adyacente ubicado en Gainestown, Alabama, Estados Unidos. Fue agregado al Registro Nacional de Lugares Históricos el 28 de julio de 1999, debido a su importancia arquitectónica.

## Historia
La Iglesia Metodista de Gainestown fue fundada en 1819 por el reverendo Joshua Wilson. El edificio de la iglesia de dos pisos fue construido en 1854 con el auditorio de la iglesia en el piso inferior y una sala de reuniones de la logia masónica en el piso superior. Ese edificio fue severamente dañado por un tornado en 1911. Fue reconstruido ese mismo año como un edificio de un piso, utilizando tanto material recuperado del edificio original como fue posible.